# Die gold’ne Meisterin
Die gold’ne Meisterin är en operett i tre akter med musik av Edmund Eysler och libretto av Julius Brammer och Alfred Grünwald. Den hade premiär på Theater an der Wien i Wien den 13 september 1927 och komponerades under Operettens silverålder.

## Historia
På 1920-talet hade Eysler svårt att ställa om sin förkrigstidsstil till de jazziga rytmer som hade infiltrerat operetten. 1927 fick han en stor framgång med ett verk som blickade tillbaka på det gamla Wien, en pre-tango, pre-Charleston Wien anno 1515: Die gold'ne Meisterin. Den byggde på en komedi från 1896 som utspelades i Augsburg. Librettisterna ändrade om i texten så att de kunde skriva lyriska hyllningssånger till staden Wien: "So tanzt man nur in Wien", "In Grinzing is a Gasserl" och "So a Wien".
Operetten var Adolf Hitlers favoritoperett men blev förbjuden när det uppdagades att Eysler var jude. Efter Tysklands annektering av Österrike 1938 var nazisterna tvungna att konstatera att många musikskapare (till exempel Johann Strauss den yngre) inte motsvarade den nya maktordningens föreställningskrav och åtskilliga dokument och biografier falsifierades.

## Personer
- Margarete, rik änka till en guldsmed (Sopran)
- Christian, Margaretes gesäll (Tenor)
- Portschunkula, Margaretes hushållerska (Mezzosopran)
- Greve Jaromir auf Greifenstein (Tenorbuffo)
- Riddare Fridolin von Gumpendorf (Tenorbuffo)
- Broder Ignatius (sjungande skådespelare)
- Friedl, lärjunge (Subrett)
- Äldre gesäll (Bas)
- Contessa Giulietta (Talroll)
- Broder Severinus (Talroll)
- Broder Peregrinus (Talroll)

## Handling
Wien, 1500-talet
Akt I: I guldsmedsaffären
I några veckor har Christian varit gesäll i Margaretes guldsmedsaffär, vilken är känd långt bortom Wien. Hon blev änka i ung ålder och ärvde affären efter sin man. Alla som känner den vackra kvinnan talar bara om henne som den "gyllene mästaren". Även om hon har en stark känsla för det praktiska och har båda fötterna stadigt på marken, har hon en liten brist: Hennes stora kärlek tillhör allt som har med adeln att göra. För en tid sedan var hon en hemlig gäst på den årliga maskeradbalen för den wienska adeln. Där blev hon bekant med en charmig dansare som alltid kallade henne "prinsessa". Hon lever fortfarande på denna lyckliga upplevelse idag.
En dag kommer den italienska contessan Giulietta in i Margaretes butik och ger order att göra en extremt utsmyckad guldplatta till en familjefest. När Margarete kallar på sin gesäll för att fråga honom om han kan göra ett sådant jobb kan Contessan inte tro hennes ögon. Hon känner den unga mannen från Rom, där han arbetade som skulptör. Men när affärerna inte längre gick så bra lämnade han den eviga staden och återvände till sitt älskade Wien. Margarete värdesätter sin gesäll mycket, och han är också imponerad av henne, ja, ännu mer, han älskar henne. Men han har inte vågat bekänna sin kärlek till henne ännu.
I ett samtal mellan Christian och Giulietta får Margarete veta att hennes gesäll var dansaren som låtsades tro att hon var en prinsessa och att det här roliga roade honom. Mästaren blir arg på detta. Hon skulle vilja avskeda honom, men då måste hon också ge återbud till Contessa. Så hon tiger.
Akt II: En innergård
Margarete har bjudit in till en husbal. En av gästerna är riddaren Fridolin von Gumpendorf och hans vän greve Jaromir auf Greifenstein. De två letar efter en rik kvinna eftersom deras plånböcker länge har varit tomma. De hoppas kunna städa upp sin ekonomi genom att gifta sig med dem därefter. Jaromir förtrollar Margarete och överöser henne med komplimanger på ett sådant sätt att den vackra kvinnan smickras. En man med en sådan sonor titel av adel! Åh, det skulle vara för trevligt!
Christian drar sin chef åt sidan och förklarar för henne att han känner igen greven från Nürnberg. Där var han känd som bedragare. Förresten är också greven förlovad. Margarete njuter dock av lyckan så mycket att hon ignorerar alla varningar från sin följeslagare. Planen mognar redan hos Christian för att skriva till brudens farfar, som är välkänd för honom, att komma till Wien för att läsa upp brölloppshandlingen för sin framtida barnbarnsbarn. Men när meddelandet når Nürnberg per post kommer allt förmodligen att vara för sent ändå. Åtgärder måste vidtas omedelbart! Christian lämnar balen och återvänder efter kort tid förklädd till en gammal man. Han meddelar högt att greve Jaromir lämnade sin brud med fyra olagliga barn. Den senare kan inte bära skammen och smyger iväg. När Christian nu avslöjar sig, känner sig mästaren lurad av honom för andra gången. Hon skäller ut honom men ångrar sig omedelbart. Christian är dock inte redo att försonas med den kvinna han älskar så mycket. Han lämnar bollen.
Akt III: En klosterträdgård
Augustinermunken Ignatius från det närliggande klostret Klosterneuburg har ett rykte om sig att hjälpa unga människor med kärleksproblem. Idag får han besök av fyra personer: greven Jaromir auf Greifenstein, riddaren Fridolin von Gumpendorf, guldsmedsgesällen Christian och Margrete frågar alla broder Ignatius om råd. Alla måste sitta efter varandra på den magiska ”Boniface fåtölj”; för den som sitter på den kan inte undvika sanningen i sina uttalanden. Riddaren Fridolin erkänner att han lovade Margaretes hushållerska Portschunkula att ta henne till altaret. Men han var inte längre helt nykter när han gjorde detta. Men när han får veta att Portschunkula har samlat en liten förmögenhet under sitt liv, förklarar han sig snabbt redo att hålla sitt löfte.
Och hur är det med lärlingen guldsmed och hans herre? Det behöver inte sägas att "han" bekräftar att han älskar "henne" och vice versa. Bröllopet kan redan planeras!

## Musiknummer (urval)
- Du liebe gold’ne Meisterin
- O Jaromir
- Gräfin sein
- Du sagtest, Holde, werde mein
- Lustig ist das G‘sellenleben
- Aber du, du mein Herz, was sagst du?
- So tanzt man nur in Wien